# بارها نگاه کن
بارها نگاه کن (به هندی: Baar Baar Dekho) فیلمی محصول سال ۲۰۱۶ و به کارگردانی نیتیا مهرا است. در این فیلم بازیگرانی همچون کاترینا کایف، سیدهارث مالهورترا، سایانی گوپتا، راجیت کاپور، رام کاپور، ساریکا و سانجانا سنگهی ایفای نقش کرده‌اند.